# Automatisme
Pour les articles homonymes, voir Automatisme (homonymie).
Synonyme de « Automatisme » : Système automatisé.
 (janvier 2019).
Si vous disposez d'ouvrages ou d'articles de référence ou si vous connaissez des sites web de qualité traitant du thème abordé ici, merci de compléter l'article en donnant les références utiles à sa vérifiabilité et en les liant à la section « Notes et références ».
Un automatisme est un système qui, par le moyen de dispositifs mécaniques, pneumatiques, hydrauliques ou électriques, est capable de remplacer l'être humain pour certaines tâches.
Simples ou complexes, les systèmes automatisés font partie de l'environnement de l'être humain. Ils se développent et prennent une place plus importante dans la manière de travailler, tant dans la production industrielle que dans les services.

## Utilité
Au XXIe siècle, les appareils domestiques comportent au moins un automatisme. Dans l'industrie, ils sont indispensables pour effectuer les tâches les plus ingrates, répétitives ou dangereuses. Parfois, ces automatismes sont d'une telle rapidité et d'une telle précision, qu'ils permettent de réaliser des actions impossibles pour un être humain. L'automatisme est donc aussi synonyme de productivité et de sécurité.
L'automatisme agit sur quatre dimensions :
- parce qu'il est associé à une machine, il produit un effet de levier en puissance de la force humaine ;
- parce qu'il est associé à un ordinateur de commande, il produit un effet de levier d'intelligence et d'autonomie ;
- parce qu'il est programmable, il permet de mettre au point des ordres reproductibles à l'avance[2] ;
- parce qu'il est parallélisable, il permet de commander plusieurs machines avec la même instruction[2].

La conséquence est une production de richesse plus grande, plus prévisible, plus déléguée, en y consacrant moins d'effort et de moins de temps de travail humain.
Le partage des programmes tend à rendre transparent le processus de production, donc à expliciter et à réduire les hiérarchies des sociétés humaines.
De plus, comme toute machine automatisée a besoin pour sa fabrication et son usage de ressources, il est préférable pour limiter l'impact écologique de simuler le fonctionnement de toute machine et de faire une analyse coûts-bénéfices pour calculer sa rentabilité finale avant sa construction en série. D'ailleurs, le calcul de rentabilité économique d'un automatisme, en incluant les externalités, est un bon indicateur de la priorité d'automatisation d'une tâche pour le bénéfice de la société.
Enfin, en suivant le principe que les propriétaires d'une machine sont les destinataires des fruits de la production d'une machine automatisée, on peut en déduire que l'automatisme permet un esclavage mécanique qui libère petit à petit l'humain de toute forme de domination de l'homme sur l'homme et de l'homme sur la nature.

## Application

### Industrie

#### Robot industriel

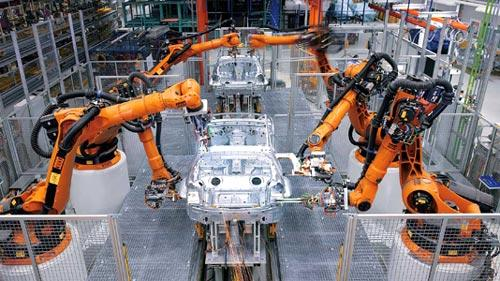
Robotique industrielle

La robotique industrielle est officiellement définie par l'Organisation Internationale de Normalisation (ISO) comme étant un système commandé automatiquement, multi-applicatif, reprogrammable, polyvalent, manipulateur et programmable sur trois axes ou plus.
Les applications typiques incluent les robots de soudage, de peinture et d'assemblage. L'avantage de la robotique industrielle est sa rapidité d'exécution et sa précision ainsi que la répétition de cette précision dans le temps.

#### Automate programmable industriel
Un automate programmable industriel est un dispositif électronique numérique programmable destiné à la commande de processus industriels par un traitement séquentiel. Il envoie des ordres vers les préactionneurs (partie opérative ou PO côté actionneur) à partir de données d’entrées (capteurs) (partie commande ou PC côté capteur), de consignes et d’un programme informatique.

#### Impression 3D

Timelapse d'impression tridimensionnelle en action

L'impression 3D ou fabrication additive regroupe les procédés de fabrication de pièces en volume par ajout de matière en couches successives. Elle est utilisée dans des domaines aussi variés que le prototypage, l'industrie, l'aéronautique, la construction, l'armée, la bioimpression ou l'alimentation,,,.

### Habitation

#### Robot domestique
Un robot domestique est un robot de service personnel utilisé pour des tâches ménagères :
- robot aspirateur ;
- robot laveur ;
- robot de cuisine ;
- tondeuse robot.

#### Domotique
La domotique regroupe toutes les techniques permettant de contrôler, de programmer et d’automatiser une habitation. Pour ce faire, elle use des domaines de l’électronique, de la télécommunication ainsi que des automatismes,.

### Transports

#### Véhicule autonome

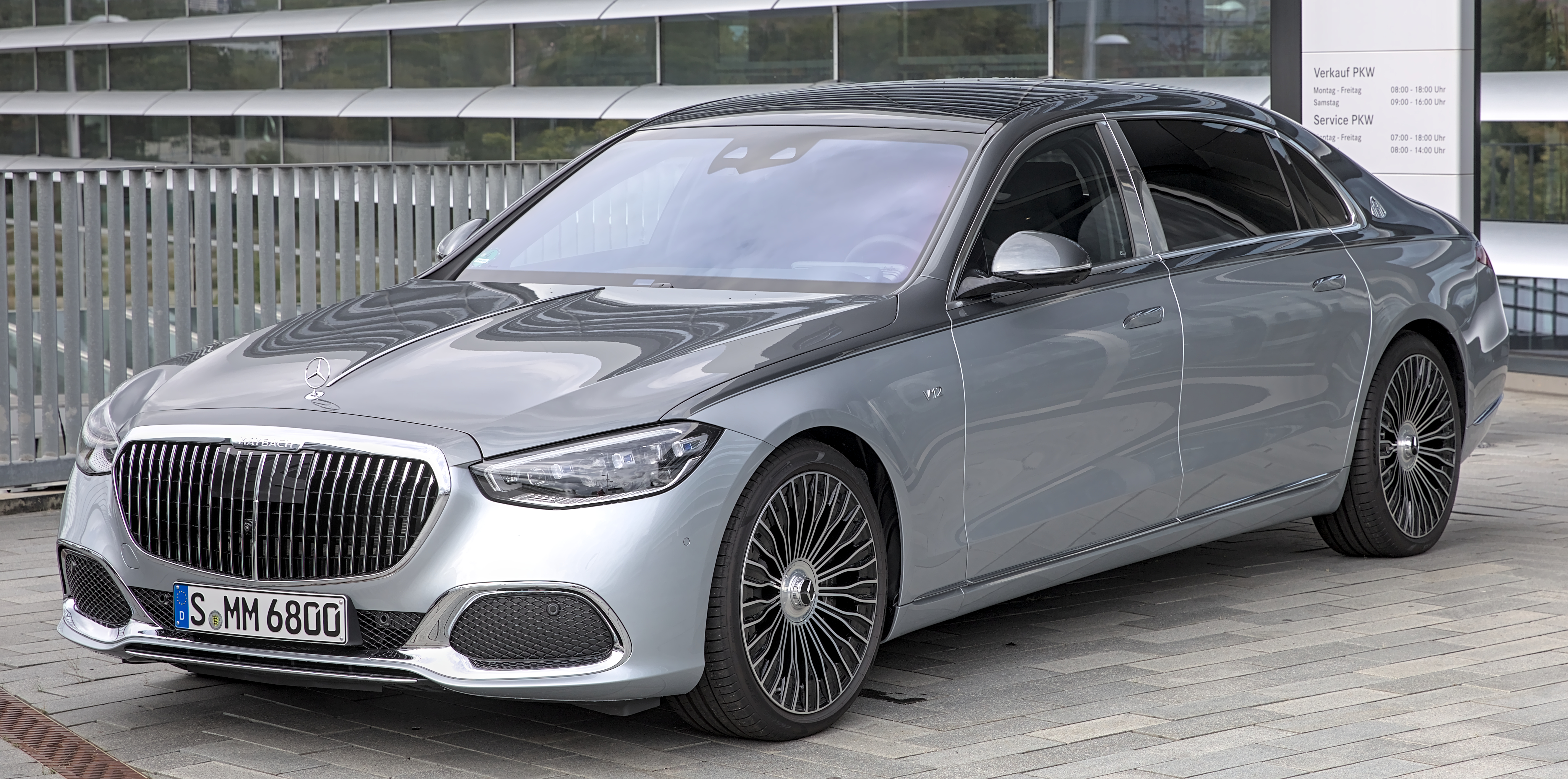
Mercedes-Maybach classe S680. Selon le fabricant, la classe S, première voiture autonome à rouler en Allemagne.

Un véhicule autonome est un véhicule automobile capable de rouler, sur route ouverte, sans intervention d'un conducteur. Le concept désigne un véhicule pouvant circuler sur la voie publique dans le trafic sans intervention humaine (en toutes situations). La notion de voiture autonome peut recouvrir aussi bien un véhicule totalement autonome ou bien un véhicule « semi-autonome » disposant de différents systèmes d'aide à la conduite, ou de systèmes de conduite automatisée supervisée par le conducteur.
La terminologie peut varier selon les lois des pays: Dans les législations de langue française, l'expression « véhicule autonome » est utilisée au Québec et en France, ; l'expression « véhicule automatisé » ou « véhicule entièrement automatisé » est utilisée par les règlements de l'Union européenne.

#### Transports en commun
Les transports guidés urbains automatiques sont des transports urbains de type guidé (tramway, métro, trains) dont le fonctionnement est, en tout ou en partie, automatisé.

### Distribution

#### Distributeur automatique
Un distributeur automatique est une machine qui permet d'obtenir des biens, sans intervention humaine (en libre-service), grâce aux techniques d'automatisation. Les machines les plus courantes sont les distributeurs automatiques de boissons chaudes, notamment de café, mais on trouve aussi des distributeurs de boissons fraîches et mixtes avec des ingrédients comme l'eau, les fruits ou le thé, ainsi que les distributeurs de snacks, l'offre alimentaire étant de plus en plus diversifiée vers les produits frais comme les sandwichs, les produits laitiers, les biscuits ou les fruits et légumes. Il faut cependant faire attention à l'hygiène pour ces dernières.
Les distributeurs vendent également d'autres produits aux consommateurs : articles pour nageurs et baigneurs implantées aux entrées des lieux comportant des piscines, cadenas, préservatifs, pansements, doses de lessives, collants, jeux de cartes, parapluies.

#### Distributeur automatique de billets
Les banques ont aussi développé des automates permettant de retirer de l'argent avec une carte bancaire, le distributeur automatique de billets.

#### Caisse automatiques

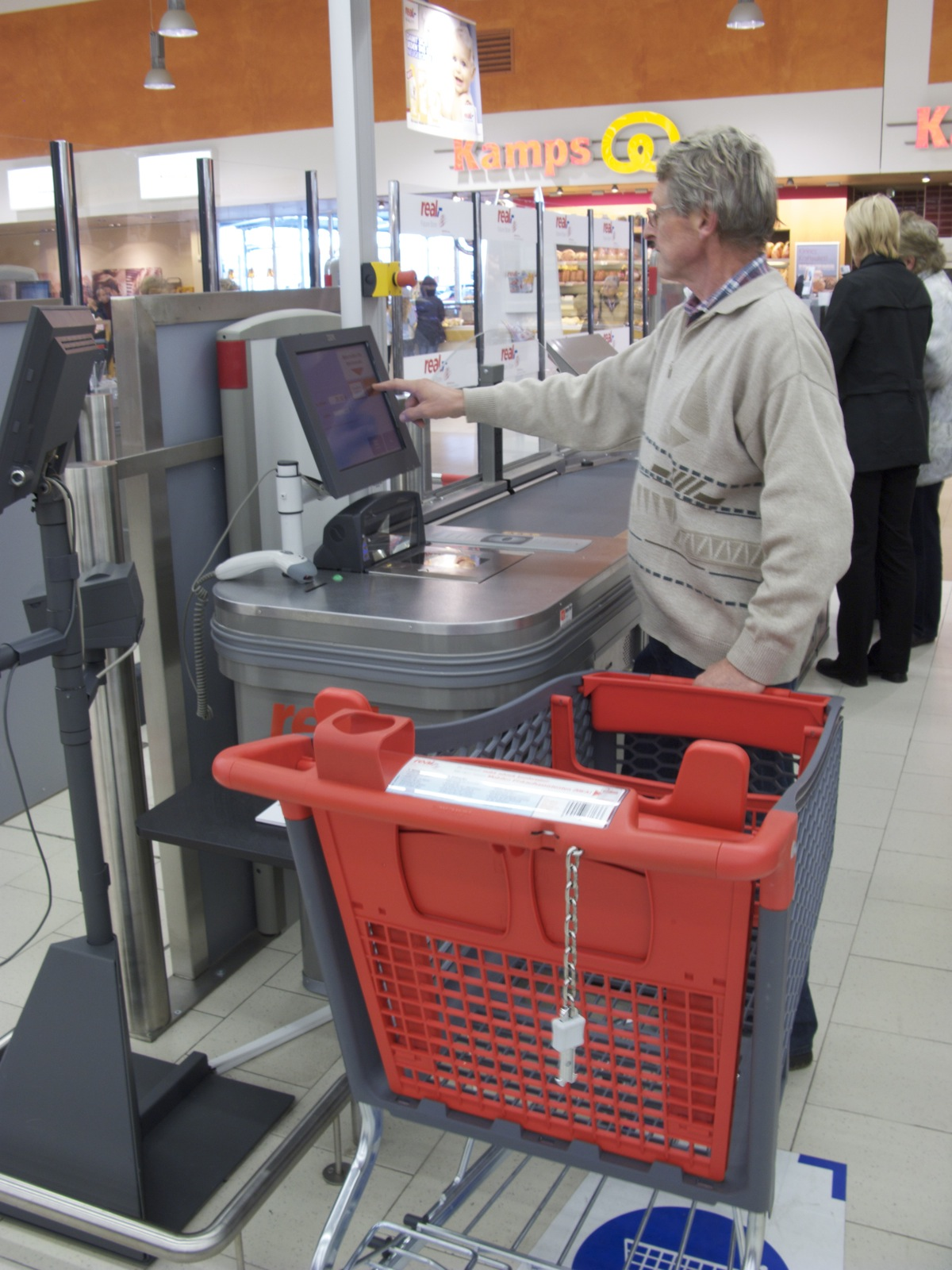
Un homme utilisant une caisse en libre-service dans un supermarché.

La caisse en libre-service ou caisse libre-service est un système permettant au client de scanner les produits qu'il souhaite acheter en libre-service, en utilisant un lecteur de code-barres directement à la caisse, sans l'intervention d'un caissier.

### Agriculture
L’agriculture numérique se définit comme la convergence de l’agriculture et des technologies de l’information (capteurs, réseaux intelligents, outils de la science de la données, application, voire automatisme et robotique) pour, tout au long de la chaîne de valeurs, améliorer la productivité et répondre aux attentes environnementales et sociétales.

### Informatique

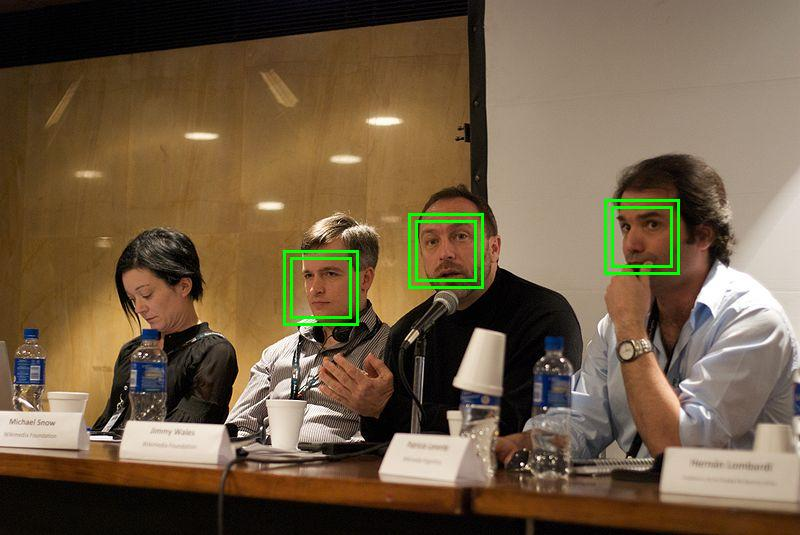
Reconnaissance faciale avec OpenCV

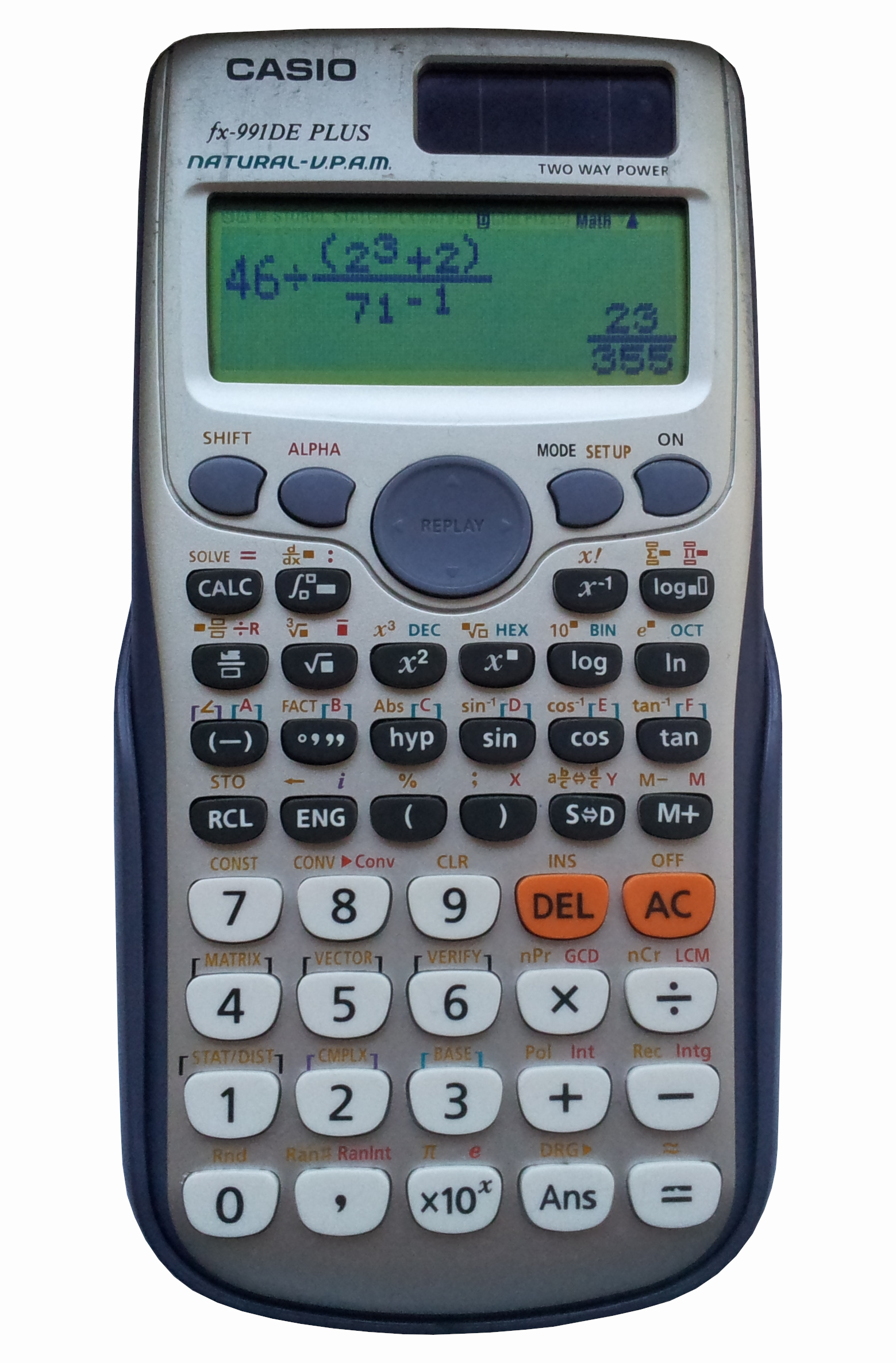
Automatisation du calcul de fraction, de puissance, d'inverse et d'addition et de division sur une Casio fx-991DE Plus

L'informatique est un domaine d'activité concernant le traitement automatique de l'information numérique par l'exécution de programmes informatiques par des machines.
Il permet l'automatisation de nombreuses tâches :
- système de reconnaissance faciale ;
- traduction automatique ;
- calcul automatique ;
- bot informatique ;
- indexation automatique de documents ;
- etc.

## Fonctionnement

### La partie opérative et la partie commande

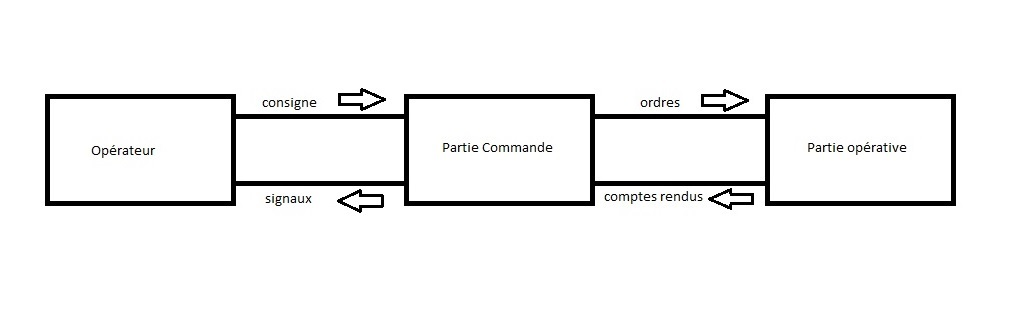
Partie commande et opérative

Un système automatisé, quel qu'il soit, nécessite un opérateur, c'est une personne qui donne des consignes au système et qui est capable de comprendre les signaux que la partie commande lui renvoie.
La partie commande reçoit les consignes de l'opérateur et les comptes rendus de la partie opérative. Les comptes rendus de la partie opérative sont les signaux envoyés par les capteurs installés sur les machines.
Les commandes peuvent être envoyées par une Interface Homme-Machine informatisée, un pupitre de commande ou une boite à bouton.
Entre la partie commande et la partie opérative, se trouve le système qui est en réalité un automate dans lequel se trouve un programme

### Les capteurs et les actionneurs
Un actionneur est un organe de la partie opérative qui va traduire le signal envoyé par la partie commande en une action physique.
Parmi les actionneurs on peut citer :
- un moteur ;
- un vérin pneumatique ou hydraulique ;
- une vanne…

Un capteur est un élément de la partie opérative qui va réagir à un phénomène physique et envoyer le signal vers la partie commande.
Parmi les capteurs on peut citer :
- un capteur optique ;
- un capteur de contact ;
- un capteur de mouvement…

### Sécurité des machines et prévention des risques professionnels
Les automatismes industriels, comme les îlots robotisés, sont des machines. Les machines, et plus généralement les installations automatisées utilisées dans l'industrie peuvent, si aucune mesure de prévention n'est prise, présenter des risques pour les opérateurs et tierces personnes amenés à les côtoyer. Dans l'Union Européenne, d'un point de vue règlementaire, leur conception et leur utilisation doivent être conformes, entre autres :
- à la directive "Machines" 2006/42/CE[19] pour la conception,
- à la directive 2009/104/CE[20] qui s’adresse aux utilisateurs de machines.

#### Conception des machines destinées au marché européen
Conformément aux dispositions de la directive européenne "Machines" 2006/42/CE, transposée en droit national dans le code du travail, les fabricants doivent réduire les risques dès la conception et respecter les Exigences Essentielles de Santé et de Sécurité listées dans son Annexe I.
Pour les aider dans leur démarche, les fabricants pourront s'appuyer sur la norme internationale ISO 12100 qui décrit les principes généraux de conception des machines ainsi que sur les brochures INRS relatives à la prévention des risques mécaniques et à la conception des systèmes de commande.

#### Utilisation des machines sur le territoire européen
Afin de préserver la santé et la sécurité des travailleurs, l’employeur doit s’assurer que les machines sont sûres et conformes et que leur utilisation n’expose pas les salariés à des risques, et ceci dans toutes leurs phases de vie.
A cet effet, il doit réaliser l’évaluation des risques liés à la machine dont les résultats seront transcrits dans le Document unique d’évaluation des risques.
De plus, l’employeur a l’obligation de maintenir la machine en état de conformité (article 4.2 de la directive européenne 2009/104/CE).

## Les métiers de l'automatisme
- Ingénieur concepteur en automatisme.
- Automaticien : Programmeur d'Automate Programmable Industriel.
- Metteur au point ou instrumentiste-régleur ou instrumentiste en régulation (automatisme et régulation industrielle).
- Analyste de processus.
- Dessinateur électrique, mécanique.
- Électricien, câbleur.
- Mécanicien, monteur.

Ainsi que nécessaires à la production des matériaux de base des automatismes (métaux, matière plastique, électrotechnique, électronique, etc.).

### Connaissances requises
L'ingénieur automaticien doit avoir des connaissances en électricité, électronique, mécanique, informatique, hydraulique et en pneumatique. Il doit comprendre les bases des procédés de fabrication à automatiser dans des milieux industriels divers.
Quelques connaissances de base nécessaires pour un automaticien :
- Algèbre de Boole
- Système binaire
- Système décimal
- Système hexadécimal
- Fonction logique
- Table de Karnaugh
- Grafcet
- Automatique
- Gemma
- Suivi de produit
- Gestion de recettes

## Chômage technologique
Le chômage technologique est la perte d'emplois causée par les changements technologiques. C'est un type de chômage structurel.
Les changements technologiques incluent généralement l’introduction de machines mécaniques (qui réduisent le besoin de main-d’œuvre) ainsi que des processus de décision automatique améliorant l'efficacité. De même que l'automobile a progressivement rendu obsolètes les chevaux employés comme moyen de locomotion, les emplois humains furent affectés au cours de l'histoire moderne. Par exemple, les tisserands furent réduits à la pauvreté après l’introduction de métiers à tisser mécanisés. Un exemple contemporain de chômage technologique est le remplacement des caissiers dans les magasins de détail par des caisses en libre service.
Le fait que le changement technologique puisse créer du chômage à court terme est largement accepté, mais l’opinion selon laquelle il conduit à une augmentation durable du chômage a longtemps été controversée. Les participants aux débats autour du chômage technologique peuvent être divisés en optimistes et pessimistes. Les optimistes s'accordent pour dire que l'innovation peut perturber l'emploi à court terme, mais affirment que divers effets de compensation garantissent qu'il n'y aura jamais d'impact négatif à long terme, tandis que les pessimistes soutiennent qu'au moins dans certaines circonstances, les nouvelles technologies peuvent conduire à une baisse pérenne du nombre total de travailleurs occupant un emploi. L'expression « chômage technologique » a été popularisée par John Maynard Keynes dans les années 1930, affirmant qu'il ne s'agissait « que d'une phase temporaire d'inadaptation ». Pourtant, la question des machines remplaçant le travail humain est discutée depuis au moins le temps d'Aristote.